# Inam-Veerapur, Hubli
Inam-Veerapur là một làng thuộc tehsil Hubli, huyện Dharwad, bang Karnataka, Ấn Độ.